# Cúp các câu lạc bộ đoạt cúp bóng đá quốc gia châu Á 1994–95
Đội vô địch Cúp các câu lạc bộ đoạt cúp bóng đá quốc gia châu Á 1994–95, giải thi đấu bóng đá được tổ chức bởi AFC, được liệt kê bên dưới.

## Vòng sơ loại

### Trung Á
| team                | St | T | H | B | BT | BB | HS  | Đ  |
| ------------------- | -- | - | - | - | -- | -- | --- | -- |
| Taraz Club Dzhambul | 4  | 4 | 0 | 0 | 27 | 3  | +24 | 12 |
| Pakhtakor Tashkent  | 4  | 3 | 0 | 1 | 19 | 4  | +15 | 9  |
| Merw Mary           | 4  | 2 | 0 | 2 | 5  | 13 | −8  | 6  |
| Ravshan Kulob       | 4  | 1 | 0 | 3 | 3  | 19 | −16 | 3  |
| Alay Osh            | 4  | 0 | 0 | 4 | 3  | 18 | −15 | 0  |

| 25 tháng 7 năm 1994 | Ravshan Kulob       | 0–10 | Pakhtakor Tashkent  | Dzhambul, Kazakhstan |
| 25 tháng 7 năm 1994 | Taraz Club Dzhambul | 8–1  | Alay Osh            | Dzhambul, Kazakhstan |
| 27 tháng 7 năm 1994 | Alay Osh            | 1–3  | Merw Mary           | Dzhambul, Kazakhstan |
| 27 tháng 7 năm 1994 | Taraz Club Dzhambul | 3–0  | Pakhtakor Tashkent  | Dzhambul, Kazakhstan |
| 29 tháng 7 năm 1994 | Pakhtakor Tashkent  | 5–1  | Alay Osh            | Dzhambul, Kazakhstan |
| 29 tháng 7 năm 1994 | Merw Mary           | 1–0  | Ravshan Kulob       | Dzhambul, Kazakhstan |
| 31 tháng 7 năm 1994 | Pakhtakor Tashkent  | 4–0  | Merw Mary           | Dzhambul, Kazakhstan |
| 31 tháng 7 năm 1994 | Taraz Club Dzhambul | 8–1  | Ravshan Kulob       | Dzhambul, Kazakhstan |
| 2 tháng 8 năm 1994  | Alay Osh            | 0–2  | Ravshan Kulob       | Dzhambul, Kazakhstan |
| 2 tháng 8 năm 1994  | Merw Mary           | 1–8  | Taraz Club Dzhambul | Dzhambul, Kazakhstan |

### Đông Á
| team         | St | T | H | B | BT | BB | HS | Đ   |
| ------------ | -- | - | - | - | -- | -- | -- | --- |
| Renown SC    | 1  | 1 | 0 | 0 | 2  | 1  | +1 | 2 1 |
| East Bengal  | 2  | 1 | 0 | 1 | 5  | 2  | +3 | 2   |
| Club Lagoons | 1  | 0 | 0 | 1 | 0  | 4  | −4 | 0 1 |

1 thiếu một kết quả; 

Đại diện của Pakistan bỏ cuộc
| 3 tháng 8 năm 1994 | Renown SC   | unk | Club Lagoons | Colombo, Sri Lanka |
| 5 tháng 8 năm 1994 | East Bengal | 4–0 | Club Lagoons | Colombo, Sri Lanka |
| 7 tháng 8 năm 1994 | Renown SC   | 2–1 | East Bengal  | Colombo, Sri Lanka |

## Vòng Một

### Tây Á
| Đội 1               | TTS      | Đội 2    | Lượt đi | Lượt về |
| ------------------- | -------- | -------- | ------- | ------- |
| Al Qadisiya         | 2–1      | Al-Oruba | 2–0     | 0–1     |
| Al Faisaly          | (w/o)1   | Al Tilal |         |         |
| Muharraq            | miễn đấu |          |         |         |
| Al Ittihad          | miễn đấu |          |         |         |
| Al Sadd             | miễn đấu |          |         |         |
| Al Bourj            | miễn đấu |          |         |         |
| Al Shabab           | miễn đấu |          |         |         |
| Jonoob Ahvaz2       | miễn đấu |          |         |         |
| Taraz Club Dzhambul | miễn đấu |          |         |         |

1 Al Tilal bỏ cuộc 

2 Jonoob Ahvaz cũng có tên là Abva Khak Djonoob và Navard Loleh, đều vì lý do tài trợ

### Đông Á
| Đội 1                   | TTS      | Đội 2       | Lượt đi | Lượt về |
| ----------------------- | -------- | ----------- | ------- | ------- |
| Telephone Org. Thái Lan | (w/o)1   | East Bengal | 4–1     |         |
| Kuala Lumpur FA         | 7–1      | ABDB        | 5–1     | 2–0     |
| Renown SC2              | miễn đấu |             |         |         |
| Instant Dict            | miễn đấu |             |         |         |
| Gelora Dewata           | miễn đấu |             |         |         |
| Quảng Nam Đà Nẵng       | miễn đấu |             |         |         |
| Yokohama Flügels        | miễn đấu |             |         |         |

1 East Bengal bỏ cuộc sau lượt đi

2 Đại diện của Sri Lanka cũng có tên là Ratnam SC

## Vòng Hai

### Tây Á
| Đội 1        | TTS        | Đội 2               | Lượt đi | Lượt về |
| ------------ | ---------- | ------------------- | ------- | ------- |
| Muharraq     | 2–6        | Al Ittihad          | 1–3     | 1–3     |
| Al Sadd      | (w/o)1     | Al Qadisiya         | 2–0     |         |
| Al Bourj     | 1–5        | Al Shabab           | 0–1     | 1–4     |
| Jonoob Ahvaz | 1–1 (5–4p) | Taraz Club Dzhambul | 1–0     | 0–1     |

1 Al Qadisiya bỏ cuộc sau lượt đi

### Đông Á
| Đội 1                   | TTS       | Đội 2             | Lượt đi | Lượt về |
| ----------------------- | --------- | ----------------- | ------- | ------- |
| Renown SC               | 0–6       | Instant Dict      | 0–2     | 0–4     |
| Kuala Lumpur FA         | 1         | Gelora Dewata     | 2–1     | 0–2     |
| Telephone Org. Thái Lan | 8–2       | Quảng Nam Đà Nẵng | 5–2     | 3–0     |
| Yokohama Flügels        | miễn đấu2 |                   |         |         |

1 Gelora Dewata bị loại vì đưa vào sân 2 cầu thủ không hợp lệ 

2 East Bengal bỏ cuộc

## Tứ kết

### Tây Á
| Đội 1      | TTS     | Đội 2        | Lượt đi | Lượt về |
| ---------- | ------- | ------------ | ------- | ------- |
| Al Ittihad | 2–0     | Al Sadd      | 0–0     | 2–0     |
| Al Shabab  | 1–1 (a) | Jonoob Ahvaz | 0–0     | 1–1     |

### Đông Á
| Đội 1                   | TTS        | Đội 2            | Lượt đi | Lượt về |
| ----------------------- | ---------- | ---------------- | ------- | ------- |
| Instant Dict            | 3–4        | Yokohama Flügels | 2–1     | 1–3     |
| Telephone Org. Thái Lan | 5–3 (h.p.) | Kuala Lumpur FA  | 2–1     | 3–2     |

## Bán kết
| Yokohama Flügels | 4–2 | Telephone Org. Thái Lan |
| ---------------- | --- | ----------------------- |
|                  |     |                         |

| Al Shabab | 1–1 (h.p., 4 PK 3) | Al Ittihad |
| --------- | ------------------ | ---------- |
|           |                    |            |

## Trận tranh hạng ba
| Al Ittihad  | 1–1 (h.p., 4 PK 2) | Telephone Org. Thái Lan |
| ----------- | ------------------ | ----------------------- |
| Jabarti 75' |                    | Saychon Panfak 86'      |

## Chung kết
| Yokohama Flügels | 2–1 (h.p. | Al Shabab |
| ---------------- | --------- | --------- |
| Watanabe 37' 95' |           | Keita 74' |

## Đội vô địch
| Cúp các câu lạc bộ đoạt cúp bóng đá quốc gia châu Á 1994–1995 Yokohama Flügels Danh hiệu đầu tiên |